# Schweizer Frauen-Handballnationalmannschaft
Die Schweizer Frauen-Handballnationalmannschaft vertritt die Schweiz bei internationalen Turnieren im Frauenhandball.

## Geschichte
Im März 2022 konnte sich die Nationalmannschaft erstmals für eine internationale Meisterschaft qualifizieren: Bei der Europameisterschaft 2022 im November 2022 belegte die Schweiz den 14. Platz.
Als Mitausrichter der Europameisterschaft 2024 waren die Schweizerinnen für diese automatisch qualifiziert. Sie qualifizierten sich für die Hauptrunde und beendeten das Turnier auf dem 12. Platz.
2025 qualifizierten sich die Schweizerinnen erstmals für eine Weltmeisterschaft.

## Teilnahme an internationalen Wettbewerben
- Europameisterschaft 2022: 14. Platz (von 16 Teams)

Kader bei der Europameisterschaft 2022
- Europameisterschaft 2024: 12. Platz (von 24 Teams)

Kader bei der Europameisterschaft 2024
- Weltmeisterschaft 2025:

## Aktueller Kader
Malin Altherr (LC Brühl Handball), Emma Bächtiger (LK Zug Handball), Era Baumann (GC Amicitia Zürich), Manuela Brütsch (LC Brühl Handball), Nuria Bucher (Spono Eagles), Mia Emmenegger (Team Esbjerg), Lisa Frey (HSG Blomberg-Lippe), Daphne Gautschi (Handball Plan-de-Cuques), Norma Goldmann (HSG Bensheim/Auerbach), Claire Hartz (Spono Eagles), Charlotte Kähr (Buxtehuder SV), Kerstin Kündig (Thüringer HC), Seraina Kuratli (GC Amicitia Zürich), Alessia Riner (Sport-Union Neckarsulm), Tabea Schmid (København Håndbold), Lea Schüpbach (TuS Metzingen), Nora Snedkerud (Spono Eagles), Leah Stutz (LK Zug Handball), Laurentia Wolff (LC Brühl Handball).

## Trainer
Das Team wird seit 2023 von Knut Ove Joa trainiert.
Vorgänger waren Olivio Felber (1973–1979), René Kissling (1979–1982), Felix Forster (1982–1984), Werner Krüger (1985–1987), Richard Vögtle (1987–1988), Ekke Hoffmann (1988), Markus Zöllig (1989–1991), Stefan Laszlo (1991–1992), Alex Bruggmann (1992–1997), Markus Berchten (1997), Maura Graglia (1998–2000), Conrad von der Crone (2000–2003), Irene Müller-Bucher (2004), Eskil Berg Andreassen (2004), Markus Berchten (2005–2008), Eskil Berg Andreassen (2006), Guido Frei (2009), Anđelko Milošević (2010), Marta Bon (2010–2012), Jesper Holmris (2013–2017), Werner Bösch (2017) und Martin Albertsen (2018–2023).

## Rekordspielerinnen und Rekordschützinnen
Aktive Spielerinnen fett gesetzt; Stand: 24. April 2025
| #  | Spielerin                   | LS  | Tore |
| -- | --------------------------- | --- | ---- |
| 1  | Manuela Brütsch             | 180 | 0    |
| 2  | Karin Weigelt               | 127 | 396  |
| 3  | Josy Beer                   | 127 | 351  |
| 4  | Barbara Umbricht            | 115 | 442  |
| 5  | Nicole Dinkel               | 113 | 445  |
| 6  | Lisa Frey                   | 106 | 150  |
| 7  | Kerstin Kündig              | 104 | 273  |
| 8  | Vroni Keller                | 100 | 474  |
| 9  | Nadine Osterwalder          | 90  | 369  |
| 10 | Caroline Emmenegger-Brunner | 86  | 224  |

| #  | Spielerin          | Tore | LS  | Ø   |
| -- | ------------------ | ---- | --- | --- |
| 1  | Vroni Keller       | 474  | 100 | 4,7 |
| 2  | Nicole Dinkel      | 445  | 113 | 3,9 |
| 3  | Barbara Umbricht   | 442  | 115 | 3,8 |
| 4  | Karin Weigelt      | 396  | 127 | 3,1 |
| 5  | Nadine Osterwalder | 369  | 90  | 4,1 |
| 6  | Gabriela Kottmann  | 368  | 80  | 4,6 |
| 7  | Josy Beer          | 351  | 127 | 2,8 |
| 8  | Kerstin Kündig     | 273  | 104 | 2,6 |
| 9  | Isabelle Krüsi     | 271  | 59  | 4,6 |
| 10 | Tabea Schmid       | 243  | 48  | 5,1 |
| 10 | Daphne Gautschi    | 243  | 66  | 3,7 |